# Alan Morgan (Bischof)
Alan Wyndham Morgan (* 22. Juni 1940 in Swansea, Südwales; † 24. Oktober 2011), OBE, war von 1989 bis 2004 Bischof von Sherwood in der Diözese von Southwell und Nottingham der Kirche von England.

## Leben
Morgan war Sohn von A. W. Morgan. In seiner Jugend besuchte er die Grundschule in Gowerton, die Gowerton Boys’ Grammarschool (heute Gowerton Comprehensive School). Später machte er seinen Bachelor of Arts in Philosophie und Geschichte am St David’s College in Lampeter, das heute Teil der University of Wales Trinity Saint David ist, und studierte im Anschluss daran am Theologischen Seminar des St Michael’s College in Llandaff (Cardiff).
Am 25. Juli 1964 wurde er vom Bischof von Swansea und Brecon, John Thomas, in der Kathedrale von Brecon zum Diakon geweiht, und 1965 wurde er Priester. Er begann seine kirchliche Laufbahn in der anglikanischen Kirche als Hilfspfarrer mit Kuratien in Llangyfelach und Morriston, Cockett und Coventry. Im Anschluss daran wurde er 1972 Gemeindepfarrer (engl. team vicar) von St. Barnabas in Coventry und 1978 „Bischöflicher Beamter für Soziale Verantwortung“ (engl. Bishop’s Officer for Social Responsibility) des Bischofs von Coventry, John Gibbs.
Von 1983 bis 1989 war er Archidiakon (Erzdiakon) von Coventry.
Der Erzbischof von York, John Stapylton Habgood, weihte ihn am 21. September 1989 im Münster von York zum Bischof. Morgan folgte Dick Darby als Suffraganbischof von Sherwood im Bischofsamt und leitete 15 Jahre die Diözese. 2004 ging er in den Ruhestand; ihm folgte Tony Porter.
Auf nationaler Ebene war er Vorsitzender der Arbeitsgruppe „Soziale Verantwortung“ im Vorstand der Generalsynode der Church of England. Diese Arbeitsgruppe gab 1995 einen Bericht mit dem Titel „Something to Celebrate“ (engl. „Etwas zum Feiern“) zur Zukunft der Familie heraus. Er gehörte auch der „Coalfields“-Arbeitsgruppe an und setzte seine Arbeit später als Vorsitzender des Coalfields Regeneration Trust fort; die Stiftung kümmert sich um die Belange ehemaliger Kohlebergbau-Regionen im Vereinigten Königreich.
Morgan war seit 1965 mit Margaret Patricia Williams verheiratet und hatte einen Sohn und eine Tochter.

## Auszeichnungen
Im Jahr seiner Pensionierung zeichnete ihn der Erzbischof von Canterbury Rowan Williams in Anerkennung seiner Leistungen für die Anglikanische Gemeinschaft mit dem „Kreuz von St. Augustine“ (benannt nach Augustinus von Canterbury) aus. 2005 wurde Morgan zum Officer of the Order of the British Empire (OBE) ernannt.